# Hněvousice
Hněvousice jsou část města Mnichovo Hradiště v okrese Mladá Boleslav. Nachází se  dva kilometry severně od centra města. Západní hranici sídla tvoří řeka Jizera a silnice II/277, na jihu hraničí s areálem zámku Mnichovo Hradiště a východní hranicí je silnice Mnichovo Hradiště - Sychrov. Historické jádro tvoří zemědělský dvůr, na který navazuje rozsáhlá novodobá obytná zástavba. Hněvousice leží v katastrálním území Sychrov nad Jizerou o výměře 3,89 km².

## Historie
První písemná zmínka o vesnici pochází z roku 1400.

## Pamětihodnosti
Zemědělský dvůr čp. 6